# سرعيتا
سرعيتا، إحدى القرى اللبنانية في قضاء جبيل.
- المسافة من بيروت: 84 كلم
- الارتفاع عن سطح البحر: 1050 م
- القرى المحاذية: مزرعة السياد، قرطبا، هدينة، يانوح، عزيمة، لاسا، غباط، سرعيتا، يانوح